# Widder (Schiff, 1930)
Die Widder war ein für den Handelskrieg bewaffnetes und umgerüstetes deutsches Handelsschiff im Zweiten Weltkrieg. Es war von der Kriegsmarine als Schiff 21 für den Kriegseinsatz vereinnahmt worden. Unter der Bezeichnung Handelsstörkreuzer 3 (HSK 3) wurde es als Hilfskreuzer eingesetzt. Bei der britischen Royal Navy war die Widder als Raider D bekannt.

## Geschichte
Der Hilfskreuzer Widder entstand durch Umbau des Hapag-Frachters Neumark. Die 1929 bei den Kieler Howaldtswerken von Stapel gelaufene Neumark war das Typschiff einer nach ihr benannten Klasse von sechs Frachtern, die vor allem im Fernost- und Australiendienst der Reederei eingesetzt wurden. Das 7.851 BRT große Schiff hatte eine Tragfähigkeit von 12.700 tdw, eine Länge in der Wasserlinie von 145 m und über alles von 152 m, war 18,2 m breit und hatte einen Tiefgang von 8,3 m. Sie kam am 6. März 1930 in den Dienst der Hapag.
Zur Klasse gehörten noch die Nordmark von der Flensburger Schiffbau-Gesellschaft und die bei Blohm & Voss gebauten Kurmark und Uckermark, die alle zuerst im Dienst nach Niederländisch-Indien eingesetzt wurden. Die im Mai in Dienst gekommene Bitterfeld von der Germaniawerft und die Staßfurt vom Bremer Vulkan begannen ihre Dienstzeit auf der Australienlinie. Alle sechs Frachter wurden von einem ausgebauten Turbinensatz der vier Schiffe der Albert Ballin-Klasse angetrieben, die im Winter 1929/30 neue Antriebsanlagen erhalten hatten. Die beiden anderen Turbinensätze wurden in den Kombischiffen Tacoma (8268 BRT) und Vancouver verbaut, die von der Deutschen Werft in Hamburg-Finkenwerder für den Dienst zur nordamerikanischen Westküste geliefert wurden.
Auch das Schwesterschiff Kurmark wurde zu einem Hilfskreuzer, der Orion (HSK 1, Raider A), umgebaut.

### Einsätze
Der Hilfskreuzer unter dem Kommando von Korvettenkapitän Hellmuth von Ruckteschell verließ Bergen am 12. Mai 1940 und hatte am nächsten Tag ein kurzes Gefecht mit dem britischen Unterseeboot Clyde, das dem Hilfskreuzer entkam. Dieser lief danach die Insel Raudöy an, wo er am 16. Mai durch das Trossschiff Nordmark beölt und mit zusätzlichem Proviant versorgt wurde, um dann ins Nordmeer und am 20. Mai durch die Dänemarkstraße in den Nordatlantik zu marschieren. Im westlichen Mittelatlantik brachte die Widder zwischen dem 13. Juni und dem 9. September 1940 insgesamt zehn Schiffe mit insgesamt 58.644 BRT auf, von denen neun versenkt und ein Schiff, der norwegische Tanker Krossfonn (9.323 BRT), als Prise genommen wurde.
Während ihrer 180-tägigen Reise traf die Widder dreimal mit deutschen Schiffen zusammen. Am 5. Juni traf sie auf das aus Belem kommende Motorschiff Königsberg des Norddeutschen Lloyd, das den Durchbruch in den deutschen Machtbereich versuchte. Die Königsberg brachte Nahrungsmittel und erhielt Treibstoff. Am 29. Juli traf sie mit dem aus Teneriffa entsandten Tanker Rekum zusammen und erhielt Treibstoff. Am 16. September erfolgte dann ein noch ein Treffen mit der ebenfalls aus Teneriffa kommenden Eurofeld, die Treibstoff und Vorräte brachte.
Beim Versuch, nach einer Reparatur die Geschwindigkeit auf elf Knoten zu erhöhen, traten erneut Schäden am Turbinenlager auf, deren Reparatur weitere fünf Tage erforderte. Deshalb musste die Widder nach nur sechs Monaten im Einsatz zum Stützpunkt zurückkehren, was sie am 7. Oktober in einem Funkspruch an die Seekriegsleitung ankündigte. Der Kommandant wählte die kürzere, aber gefährlichere Strecke nach Frankreich, musste unterwegs einigen gegnerischen und neutralen Handelsschiffen ausweichen und traf am 31. Oktober 1940 in Brest ein.
Die Widder wurde aufgrund der Antriebsprobleme zum stationären Werkstattschiff Neumark umgebaut und nach Norwegen verlegt. Dort war sie 1943/1944 u. a. an Reparaturen des Schlachtschiffs Tirpitz maßgeblich beteiligt.
Der Kommandant der Widder wurde als einziger Kommandant eines deutschen Handelsstörkreuzers wegen Verstößen gegen das internationale Seekriegsrecht vor ein britisches Militärgericht gestellt. Ruckteschell, der 1942 noch den Hilfskreuzer Michel befehligte, wurde in drei Anklagepunkten für schuldig befunden und im Mai 1947 zu 10 Jahren Haft verurteilt. Er starb während der Haft in Hamburg-Fuhlsbüttel 1948.

## Versenkungen und Prisen des HilfskreuzersWidder
10 Schiffe:
|    | Name              | Typ      | Land                   | Datum 1940   | Tonnage in BRT | Verbleib |
| -- | ----------------- | -------- | ---------------------- | ------------ | -------------- | --- |
| 1  | British Petrol    | Tanker   | Vereinigtes Königreich | 13. Juni     | 6.890          | versenkt (Lage), 2 Tote |
| 2  | Krossfon          | Tanker   | Norwegen               | 26. Juni     | 9.325          | am 29. Juni mit 36 Mann ohne Kapitän und leitendem Ingenieur und einer 13-köpfigen Prisenbesatzung unter Leutnant Rünning nach Brest entlassen, wo sie am 7. Juli eintraf später als Versorgungsschiff Spichern von der Kriegsmarine eingesetzt.                                                                                        |
| 3  | Davisian          | Frachter | Vereinigtes Königreich | 10. Juli     | 6.435          | versenkt (Lage), 3 Tote, 6 Verwundete der Kommandant angeklagt, das Feuer nach Kapitulation des Schiffes fortgesetzt zu haben |
| 4  | King John         | Frachter | Vereinigtes Königreich | 13. Juli     | 5.230          | versenkt (Lage), anschließend 66 Gefangene zu den 240 sm entfernten Kleinen Antillen in Rettungsbooten entlassen |
| 5  | Beaulieu          | Tanker   | Norwegen               | 4. August    | 6.115          | versenkt (Lage), 4 Tote, 28 Mann in zwei Booten versuchten zu entkommen und wurden nicht aufgenommen, obwohl 1200 Meilen von der nächsten Küste Verhalten angeklagt, aber in der Revision nicht mehr verurteilt |
| 6  | Oostplein         | Frachter | Niederlande            | 8. August    | 5.060          | versenkt |
| 7  | Killoran          | Bark     | Finnland               | 10. August   | 1.815          | versenkt (Lage), jetzt 116 Gefangene aus 13 Nationen an Bord, darunter sechs Kapitäne |
| 8  | Anglo Saxon       | Frachter | Vereinigtes Königreich | 21. August   | 5.595          | versenkt (Lage), zwei Rettungsboote werden nicht aufgenommen, da Kanaren erreichbar erscheinen, nur 2 Mann erreichen nach 70 Tagen die Bahamas, 39 Tote Verurteilung des Kommandanten, nicht genug zur Rettung der Schiffbrüchigen getan zu haben; der Vorwurf auf die Schiffbrüchigen geschossen zu haben, wird nicht aufrechterhalten |
| 9  | Cymbeline         | Tanker   | Vereinigtes Königreich | 2. September | 6.315          | versenkt (Lage), 7 Tote, 3 Mann nach vierzehn Tagen noch aus dem Meer gerettet, Widder übernahm 26 Schiffbrüchige |
| 10 | Antonios Chandris | Frachter | Griechenland           | 8. September | 5.865          | versenkt (Lage), Besatzung in Rettungsbooten zur afrikanischen Küste geschickt, nur 10 Mann überleben |

### Verbleib
1946 wurde die Neumark als Kriegsbeute unter dem Namen Ulysses der britischen Reederei Ionian Maritime Co. zugeteilt. Unter britischer Flagge vermehrten sich die Probleme mit dem Antrieb, dazu kollidierte das Schiff 1950 in indischen Gewässern mit einem anderen Frachter und musste zur Reparatur nach Singapur. 1951 kam die frühere Widder nach Deutschland zurück, erhielt bei der Unterweser Reederei den neuen Namen Fechenheim und wurde 1954/55 mit einem 3.600 PS leistenden 8-Zylinder-Fiat-Dieselmotor zum Motorschiff umgebaut.
Für kurze Zeit transportierte sie Eisenerz von Narvik nach Emden. Am 3. Oktober 1955 strandete sie im Maalöysund bei Bergen und brach am 9. Oktober an der Unfallstelle auseinander.
1956 wurde das Schiff von der Eisen- und Metall-KG aus Hamburg vor Ort abgewrackt.